# Pomatiinae
Pomatiinae es una subfamilia de caracoles operculados terrestres pertenecientes a la familia Pomatiidae.

## Géneros
- Cyclostoma Lamarck, 1899[2]
- Cyclotopsis Blanford, 1864[2]
- Ericia Partiot, 1848[2]
- Georgia Bourguignat, 1882[3]
- Guillainia Crosse, 1884[4]
- Leonia Gray, 1850[5]
- Lithidion Gray, 1850[6]
- Otopoma Gray, 1850[7]
- Pomatias Studer, 1789 - type genus of the family Pomatiidae[2]
- Tropidophora Troschel, 1847[8]
- Tudorella Fischer, 1885[9]